# Де Гаспери-Паначо (Фрозиноне)
Де Гаспери-Паначо је насеље у Италији у округу Фрозиноне, региону Лацио.
Према процени из 2011. у насељу је живело 244 становника. Насеље се налази на надморској висини од 426 м.